# انصار بیت‌المقدس
انصار بیت المقدس یا انصار القدس (یاری کنندگان شهر قدس) نام یک گروه شبه‌نظامی جهادی مستقر در مصر بود. انصار بیت المقدس  از سال ۲۰۱۱ تا ۲۰۱۴ به القاعده وصل بود. این گروه که در شبه جزیره‌ی سینا فعالیت داشت، تلاش‌های خود را بر روی خط لوله‌ی گاز مصر به اردن متمرکز کرده بود و  حملات انگشت شماری هم به اسرائیل انجام داد.  در اواسط سال ۲۰۱۳، این گروه سلسله حملاتی علیه نیروهای امنیتی مصر آغاز کرد، و در نوامبر ۲۰۱۴ این گروه  با دولت اسلامی عراق و شام (داعش) بیعت کرد. این گروه به شاخه‌ای از داعش تبدیل شد و نام خود را به داعش-استان سینا تغییر داد.